# Saison 3 d'Amphibia
Chronologie
Saison 2
Cet article recense la liste des épisodes de la troisième saison de la série d'animation américaine Amphibia, diffusée sur Disney Channel.

## Synopsis
Dans la troisième saison, Anne et les Plantars se retrouvent mystérieusement transportés d'Amphibia à Los Angeles, la ville natale d'Anne. La famille de grenouilles doit s'habituer à la vie urbaine, cacher leur véritable nature. Ils se mettent à chercher un moyen de retourner chez eux.

## Production
Plusieurs personnalités sont sélectionnées comme invités pour interpréter les voix des personnages, notamment Whoopi Goldberg, RuPaul, Kate Micucci et Brad Garrett. Matt Braly est chargé de la création et de la production de la saison.
La troisième saison est annoncée par Disney à la fin du mois de juillet 2021. Elle doit être diffusée du 2 octobre au 27 novembre 2021. Un épisode spécial Noël est prévu, avec une chanson de Rebecca Sugar.

## Épisodes
| No. de série | No. de saison | Titres (français & original)                       | Réalisation                                 | Scénario                                     | Première diffusion | Première diffusion | Code prod. |
| --- | ------------- | -------------------------------------------------- | ------------------------------------------- | -------------------------------------------- | ------------------ | ------------------ | ---------- |
| 41 | 1             | L'autre monde The New Normal                       | Joe Johnston & Jenn Strickland              | Adam Colás & Todd McClintock                 | 2 octobre 2021     | 16 mars 2022       | 301        |
| Anne et les Plantars sont transportés sur Terre et tentent de s'adapter à un nouvel environnement sauvage. |               |                                                    |                                             |                                              |                    |                    |            |
| 42a | 2a            | Période d'adaptation Hop 'Til You Drop             | Roxann Cole & Kyler Spears                  | Gloria Shen                                  | 9 octobre 2021     | 16 mars 2022       | 302A       |
| Anne amène les Plantars au centre commercial pour un cours intensif de survie sur Terre. |               |                                                    |                                             |                                              |                    |                    |            |
| 42b | 2b            | Changement de plan Turning Point                   | Joe Jhonston                                | Jenava Mie                                   | 9 octobre 2021     | 16 mars 2022       | 302B       |
| Sasha et Grime s'échappent d' Andrias et se cachent à Wartwood. |               |                                                    |                                             |                                              |                    |                    |            |
| 43a | 3a            | Querelle Thai Thai Feud                            | Jenn Strickland                             | Michele Cavin                                | 16 octobre 2021    | 23 mars 2022       | 303A       |
| Sprig essaie de se débarrasser d'un food truck qui menace l' entreprise familiale. |               |                                                    |                                             |                                              |                    |                    |            |
| 43b | 3b            | Aventures en Chat-sitting Adventures in Catsitting | Roxann Cole & Kyler Spears                  | Todd McClintock                              | 16 octobre 2021    | 23 mars 2022       | 303A       |
| Les Plantars se portent volontaires pour emmener Domino chez le vétérinaire. |               |                                                    |                                             |                                              |                    |                    |            |
| 44a | 4a            | Affrontement au musée Fight at the Museum          | Joe Jhonston                                | Adam Colás                                   | 23 octobre 2021    | 23 mars 2022       | 304A       |
| Anne et les Plantars tentent de cambrioler un musée. |               |                                                    |                                             |                                              |                    |                    |            |
| 44b | 4b            | Le temple thaïlandais Temple Frogs                 | Jenn Strickland                             | Gloria Shen                                  | 23 octobre 2021    | 23 mars 2022       | 304B       |
| Les Boonchuy emmènent les Plantars au temple thaïlandais. |               |                                                    |                                             |                                              |                    |                    |            |
| 45a | 5a            | Réparer Grobo Fixing Frobo                         | Roxann Cole & Kyler Spears                  | Jevana Mie                                   | 30 octobre 2021    | 30 mars 2022       | 305A       |
| Polly essaie de ramener Frobo à la vie. |               |                                                    |                                             |                                              |                    |                    |            |
| 45b | 5b            | Anne-Xterminator Anne-sterminator                  | Joe Johnston                                | Michele Cavin                                | 30 octobre 2021    | 30 mars 2022       | 305B       |
| Un ennemi dangereux localise finalement Anne et les Plantars. |               |                                                    |                                             |                                              |                    |                    |            |
| 46a | 6a            | Monsieur X Mr. X                                   | Roxann Cole & Kyler Spears                  | Adam Colás                                   | 6 novembre 2021    | 30 mars 2022       | 306A       |
| Anne emmène les Plantar au cinéma, tandis que les Boonchuy tentent d'empêcher un agent du gouvernement de les retrouver.                                                                                           |               |                                                    |                                             |                                              |                    |                    |            |
| 46b | 6b            | L'anniversaire de Sprig Sprig's Birthday           | Jenn Strickland                             | Todd McClintock                              | 6 novembre 2021    | 30 mars 2022       | 306B       |
| Anne essaie d'offrir à Sprig un super anniversaire terrestre. |               |                                                    |                                             |                                              |                    |                    |            |
| 47a | 7a            | Frog-Man Spider-Sprig                              | Joe Johnston                                | Gloria Shen                                  | 13 novembre 2021   | 6 avril 2022       | 307A       |
| Déterminé à laisser sa marque sur Terre, Sprig devient un super-héros. |               |                                                    |                                             |                                              |                    |                    |            |
| 47b | 7b            | Olivia & Yunan                                     | Jenn Strickland                             | Jevana Mie                                   | 13 novembre 2021   | 6 avril 2022       | 307B       |
| De retour à Amphibia , Olivia et Yunan tentent de sauver Marcy. |               |                                                    |                                             |                                              |                    |                    |            |
| 48a | 8a            | Hop Pop à Hollywood Hollywood Hop Pop              | Roxann Cole & Kyler Spears                  | Michele Cavin                                | 20 novembre 2021   | 6 avril 2022       | 308A       |
| Hop Pop tente de se faire une place d'acteur à Hollywood. |               |                                                    |                                             |                                              |                    |                    |            |
| 48b | 8b            | Docteur Frakes If You Give a Frog a Cookie         | Joe Johnston                                | Todd McClintock                              | 20 novembre 2021   | 6 avril 2022       | 308B       |
| Anne fait confiance à un scientifique douteux qui a peut-être trouvé un moyen de les amener à Amphibia. |               |                                                    |                                             |                                              |                    |                    |            |
| 49 | 9             | Le petit Noël de Froggy Froggy Little Christmas    | Jenn Strickland, Roxann Cole & Kyler Spears | Adam Colás & Jenava Mie                      | 27 novembre 2021   | NC                 | 309        |
| Anne tente de surprendre sa mère avec un char Thai Go pour le défilé de Noël de la ville pendant que les Plantars ont du mal à comprendre la fête. Pendant ce temps, le roi Andrias prépare une surprise mortelle. |               |                                                    |                                             |                                              |                    |                    |            |
| 50 | 10            | Évasion à Amphibia Escape to Amphibia              | Joe Johnston & Jenn Strickland              | Gloria Shen & Michele Cavin                  | 19 mars 2022       | 13 avril 2022      | 310        |
| Afin de pouvoir ramener les Plantars à Amphibia, Anne et ses parents affrontent M. X et le FBI. |               |                                                    |                                             |                                              |                    |                    |            |
| 51a | 11a           | Commandante Anne Commander Anne                    | Roxanne Cole                                | Todd McClintock                              | 26 mars 2022       | 20 avril 2022      | 311A       |
| Anne est nommée chef de la Wartwood Resistance, même si elle n'est pas douée pour le travail. |               |                                                    |                                             |                                              |                    |                    |            |
| 51b | 11b           | Sprivy                                             | Joe Jhonston                                | Adam Colás                                   | 26 mars 2022       | 20 avril 2022      | 311B       |
| Sprig et Ivy conçoivent un plan pour être ensemble. |               |                                                    |                                             |                                              |                    |                    |            |
| 52a | 12a           | Les anges de Sasha Sasha's Angels                  | Jenn Strickland                             | Jenava Mie                                   | 2 avril 2022       | 27 avril 2022      | 312A       |
| Une équipe de combattants de la Résistance est capturée par des maraudeurs impitoyables. |               |                                                    |                                             |                                              |                    |                    |            |
| 52b | 12b           | Le long chemin Olm Town Road                       | Gloria Shen                                 | Roxann Cole                                  | 2 avril 2022       | 27 avril 2022      | 312B       |
| Anne et ses amis recherchent l'ancienne cité de Protée. |               |                                                    |                                             |                                              |                    |                    |            |
| 53a | 13a           | Mère salamandre Mother of Olms                     | Michele Cavin                               | Joe Johnston                                 | 9 avril 2022       | 19 septembre 2022  | 313A       |
| Anne et ses amis rencontrent Mère Salamandre, la gardienne des anciennes prophéties. |               |                                                    |                                             |                                              |                    |                    |            |
| 53b | 13b           | Le disciple de grime Grime's Pupil                 | Adam Colás                                  | Jenn Strickland                              | 9 avril 2022       | 19 septembre 2022  | 313B       |
| Sprig est contraint de s'entraîner avec Grime, même s'ils se détestent. |               |                                                    |                                             |                                              |                    |                    |            |
| 54a | 14a           | La racine du mal The Root of Evil                  | Jenava Mie                                  | Joe Johnston                                 | 16 avril 2022      | 20 septembre 2022  | 314A       |
| Anne et les Plantars se retrouvent coincés dans un étrange village d'amoureux des plantes. |               |                                                    |                                             |                                              |                    |                    |            |
| 54b | 14b           | Le noyau et le roi The Core & The King             | Todd McClintock                             | Roxann Cole                                  | 16 avril 2022      | 20 septembre 2022  | 314B       |
| Le roi Andrias affronte les démons de son passé. |               |                                                    |                                             |                                              |                    |                    |            |
| 55a | 15a           | Tritons en collants Newts in Tights                | Gloria Shen                                 | Jenn Strickland                              | 23 avril 2022      | 21 septembre 2022  | 315A       |
| Lors d'une mission de reconnaissance, Anne et Sprig retrouvent un ancien mentor. |               |                                                    |                                             |                                              |                    |                    |            |
| 55b | 15b           | Les liens du cœur Fight or Flight                  | Michele Cavin                               | Roxann Cole                                  | 23 avril 2022      | 21 septembre 2022  | 315B       |
| Anne essaie de sauver un vieil ami fait prisonnier dans l'un des camps de robots du Roi Andrias. |               |                                                    |                                             |                                              |                    |                    |            |
| 56a | 16a           | Les trois armées The Three Armies                  | Todd McClintock                             | Joe Johnston                                 | 30 avril 2022      | 22 septembre 2022  | 316A       |
| Anne et Sasha doivent convaincre les grenouilles, les tritons et les crapauds de collaborer. |               |                                                    |                                             |                                              |                    |                    |            |
| 56b | 16b           | Le début de la fin The Beginning of the End        | Adam Colás                                  | Jenn Strickland                              | 30 avril 2022      | 22 septembre 2022  | 316A       |
| Le combat final commence. |               |                                                    |                                             |                                              |                    |                    |            |
| 57 | 17            | À fond All In                                      | Gloria Shen, Jenava Mie, & Michele Cavin    | Roxann Cole, Joe Johnston, & Jenn Strickland | 7 mai 2022         | 23 septembre 2022  | 317        |
| Anne et ses amis se battent pour sauver leur vie. Le destin des deux mondes est en jeu. |               |                                                    |                                             |                                              |                    |                    |            |
| 58 | 18            | Le plus difficile The Hardest Thing                | Todd McClintock & Adam Colás                | Roxann Cole & Joe Johnston                   | 14 mai 2022        | 26 septembre 2022  | 318        |
| L'aventure d'Anne prend fin. |               |                                                    |                                             |                                              |                    |                    |            |